# Ruminococcus flavefaciens
Ruminococcus flavefaciens è una specie di batterio appartenente alla famiglia delle Lachnospiraceae.